# 齋藤朱莉
齋藤朱莉（日语：／ Saitō Akari，1989年10月30日—），日本前寫真偶像。於栃木縣出身。所屬事務所為Office Current。

## 生平
2003年2月，齋藤出道成為偶像。7月，齋藤跟近藤香織和天野奈奈里一起拍攝的寫真集《花香嘴唇》（フローラルリップス）公開，此作由荒木秀明負責攝影。9月25日，她推出自己首部個人寫真集《放學後的美少女》（放課後の美少女）。2004年4月11日，她跟奧村友美、小川繪理奈等人一起出席「Currrent花見攝影會」。
齋藤在2005年3月推出寫真DVD《危險少女2 齋藤朱莉15歲》（危険少女2 斎藤朱莉15歳），於當中部分場景以身穿睡衣和燈籠褲的姿態登場。6月25日和7月3日，她跟其他寫真偶像兩度一起出席各自作品（包括是作）的發售紀念活動。
2007年9月6日，齋藤的寫真DVD《朱莉17歲》（あかり17歳）公開，此作以她身穿各種泳衣的場面為主軸。11月，她跟小池凜共演的寫真DVD《凜&朱莉》（りん＆あかり）公開，她們兩人都在當中以身穿丁字褲的姿態登場。